# Bois de Saint-Cucufa
Pour les articles homonymes, voir Saint Cucufa.
Le bois de Saint-Cucufa, ou forêt de La Malmaison, est un bois et un étang dans le département des Hauts-de-Seine en France. C'est une forêt domaniale, gérée par l'Office national des forêts.

## Histoire

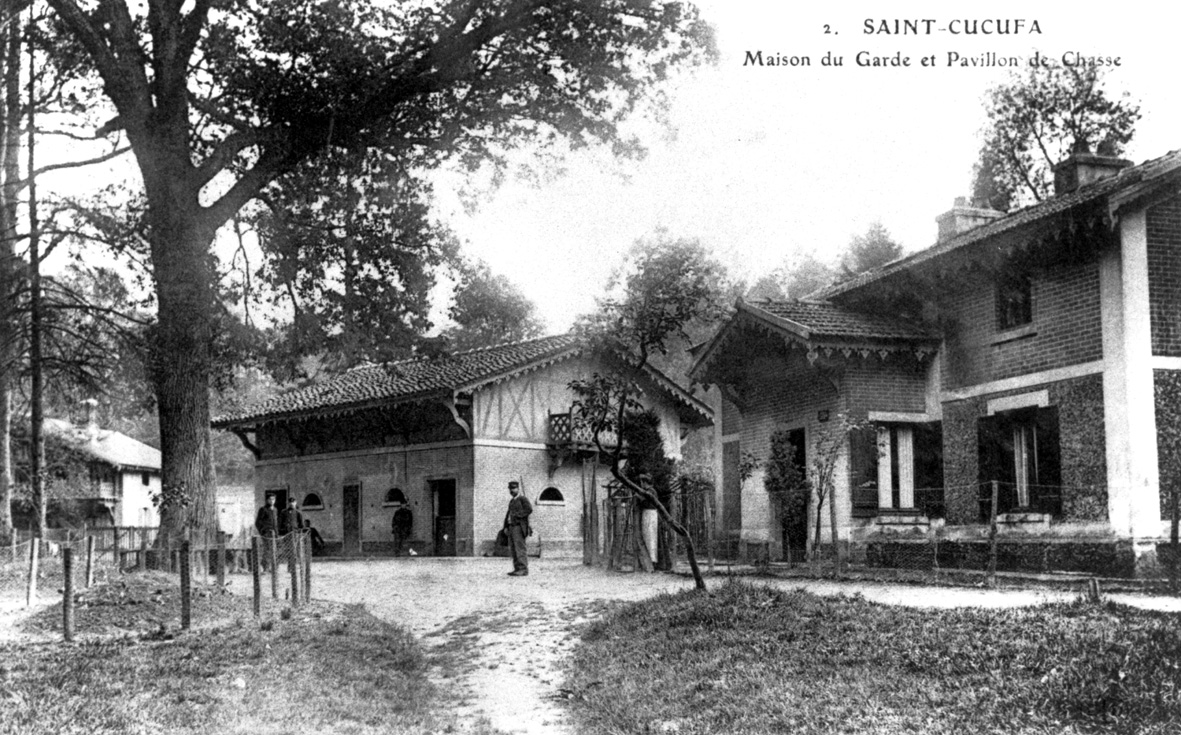
Carte postale vers 1900.

À Rueil-Malmaison, à l’ouest de Paris, dans la forêt domaniale de la Malmaison, le bois de Saint-Cucufa avec son étang est la propriété de l’État depuis 1871. Il s'agit de l’ancien bois Béranger (Nemus ou Boscus Berengerii) indiqué en 1239 dans le Cartulaire blanc de Saint-Denis (chapitre de Rueil). À la fin du XIIe siècle, les bénédictins y construisent une chapelle, aujourd’hui disparue, dédiée à saint Cucufa. 
En 1688, un mémoire descriptif de la châtellenie de Rueil (copie XVIIIe siècle, Archives départementales des Yvelines), citait les « bois taillis dits les Bois-Bérangers » peu après l’« étang de Saint-Cucufas », mentionnant aussi, à propos du revenu des herbes des Bois-Bérangers, « l’étang des bois et les fossés et clôtures du château ruiné dit de Saint-Cucuphas situé au milieu du bois ». Le bois Bérenger porte encore son ancien nom, au XVIIIe siècle, sur la carte des chasses du roi.
En avril 1799, Joséphine de Beauharnais acquiert la propriété, l’étang et les bois jusqu’au pavillon du Butard. Près de l’étang, elle crée une vacherie et une laiterie. Malgré leur divorce, Napoléon Ier lui laisse le château de Malmaison et les bois environnants de Saint-Cucufa. C'est d'ailleurs en se promenant le long de ce lac, un soir de grand froid et vêtue très légèrement, qu'elle contracta la pneumonie qui l'emporta en mai 1814,. Puis, le domaine passe de mains en mains au gré des successions et ventes à des promoteurs-spéculateurs. Napoléon III qui reconstitue patiemment les propriétés chères à Napoléon Ier, reprend possession de la Malmaison et de Saint-Cucufa par un échange de terrains en novembre 1856.
Le bois garde des traces de canonnades des batailles de Buzenval contre les Prussiens, en octobre 1870, durant le Siège de Paris, notamment aux alentours de son parcours santé, en amont de la porte de Longboyau et à portée de tir de la forteresse du Mont-Valérien. Les biens de la couronne sont annexés ensuite par la toute jeune IIIe République et l'État se retrouve en possession des bois et de l'étang en 1871. Le premier plan d'aménagement de la forêt est élaboré en 1873. Pendant la Seconde Guerre mondiale, ce bois sert de repère aux résistants de Rueil-Malmaison.
Vers 1900, le bois de Saint-Cucufa comprenait une ferme, une laiterie, une cabane de bûcherons et un café-restaurant. Aujourd'hui, seuls subsistent certains anciens bâtiments agricoles qui sont occupés par les gardes de l'ONF.

## Description
Le bois de Saint-Cucufa est aujourd'hui un lieu privilégié de promenades pour les habitants des alentours. On y vient en famille pour faire du vélo, du jogging, ou encore pour se distraire dans la nature autour de l'étang. La forêt de la Malmaison s’étend sur 201 hectares, dont 197 sont situés à Rueil-Malmaison. Elle compte plus d'une vingtaine d'essences forestières (arbres). On y trouve :
- un étang de 2 ha ;
- un parcours santé de 2 km ;
- une piste cyclable de 4 km ;
- un sentier d'interprétation de 2 km.

Le bois et le lac de Saint-Cucufa offrent un cadre idéal aux promeneurs, joggeurs, et autres amoureux de la nature. En effet, outre ses nombreux chemins forestiers, l'endroit propose un parcours de plus de 2 km, permettant de s'étirer, sauter, tester son équilibre ou sa vitesse. L'ONF a ainsi créé des obstacles, des pistes cavalières, une piste cyclable (4,7 km en boucle), des aires de pique-nique et de repos, permettant aux petits et grands de prendre l'air en toute sécurité.
En 2010, le nouveau plan d’aménagement de la forêt de la Malmaison pour les années 2010-2024 est entré dans sa première phase d'application. Fruit d’une longue concertation de la mairie de Rueil-Malmaison et de l'Office national des forêts, responsable de toute forêt domaniale, ce plan prend en compte les principes du développement durable et les attentes des Rueillois.
En 2024, l'ONF informe de la menace de la maladie de l'encre sur les châtaigniers, qui constituent 44 % de la surface, ce qui justifie des coupes rases laissant des surfaces sans arbres. Les associations de défense de la forêt regrettent le manque de concertation des acteurs pour réfléchir à la transformation de ce bois.

## Art
L'étang de Saint-Cucufa a intéressé le peintre Pierre Dumont (1884-1936) qui lui a consacré une série de toiles. Maurice de Vlaminck a peint Étang de Saint-Cucufa en 1903, toile présentée au Salon d'automne de 1905.
Saint-Cucufa est cité dans la chanson de Boris Vian Le Cinématographe, où le père du narrateur plante des choux.

## Galerie

En automne
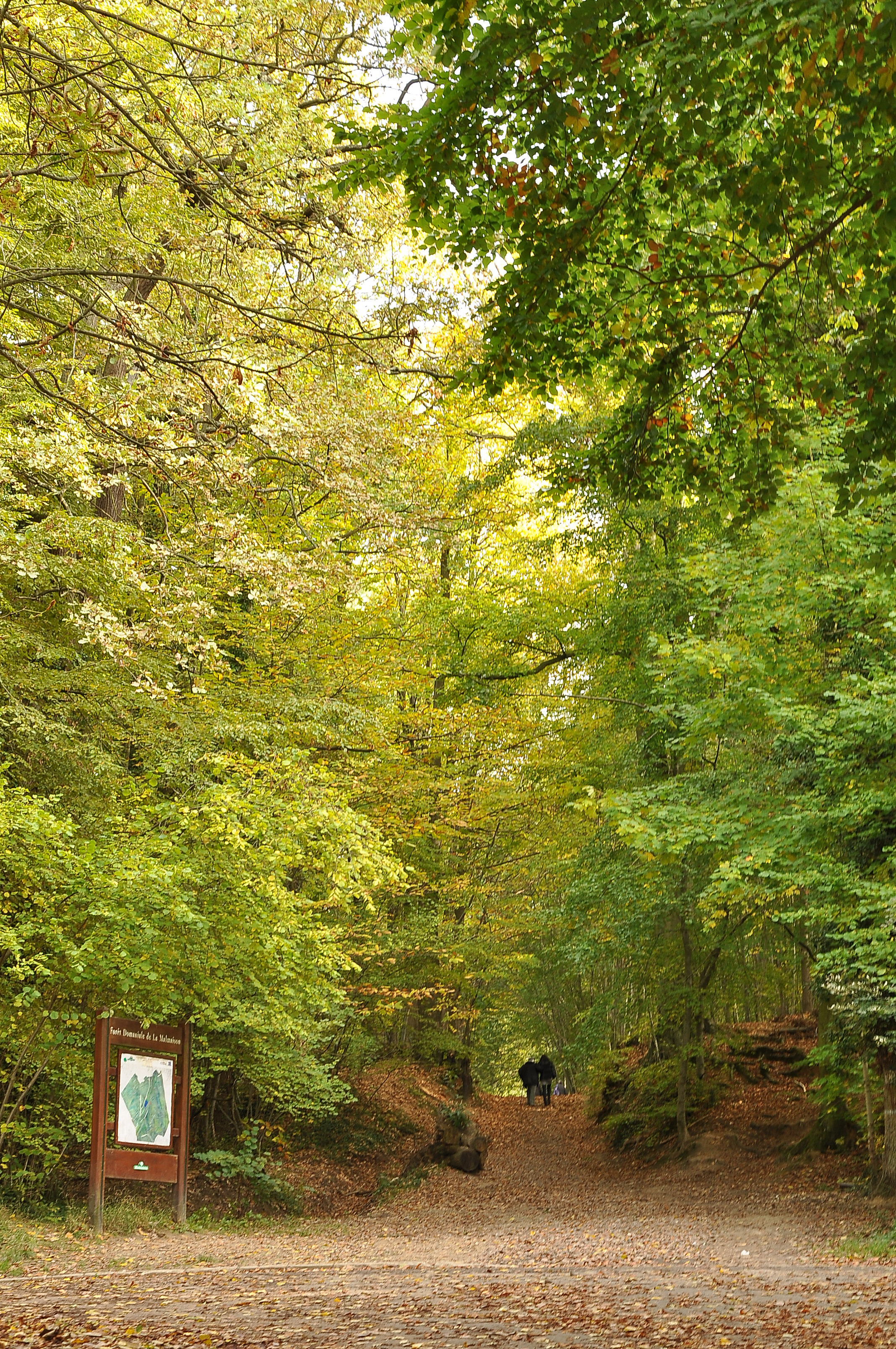
Chemin forestier.
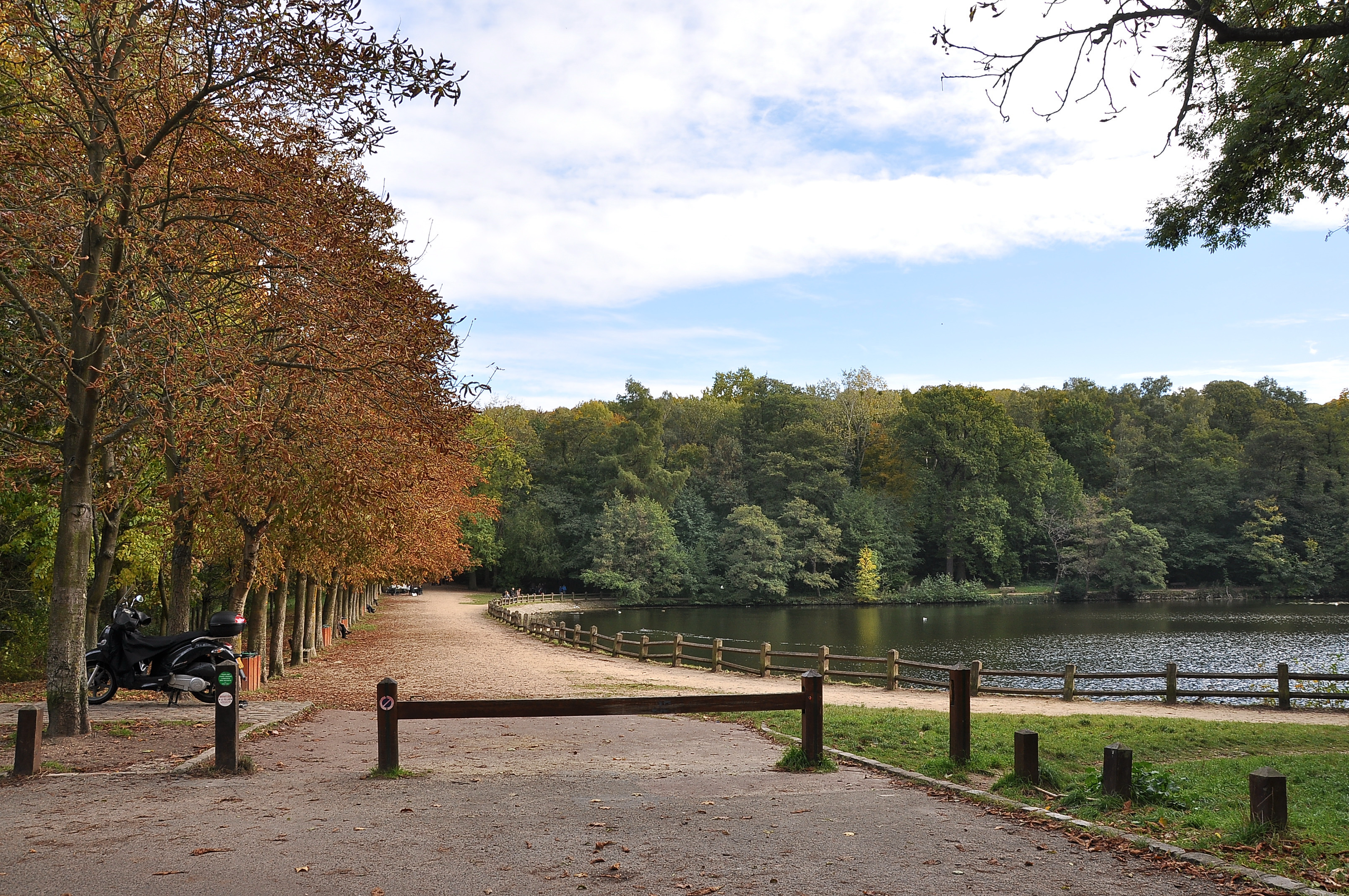
Vue sur l'étang.
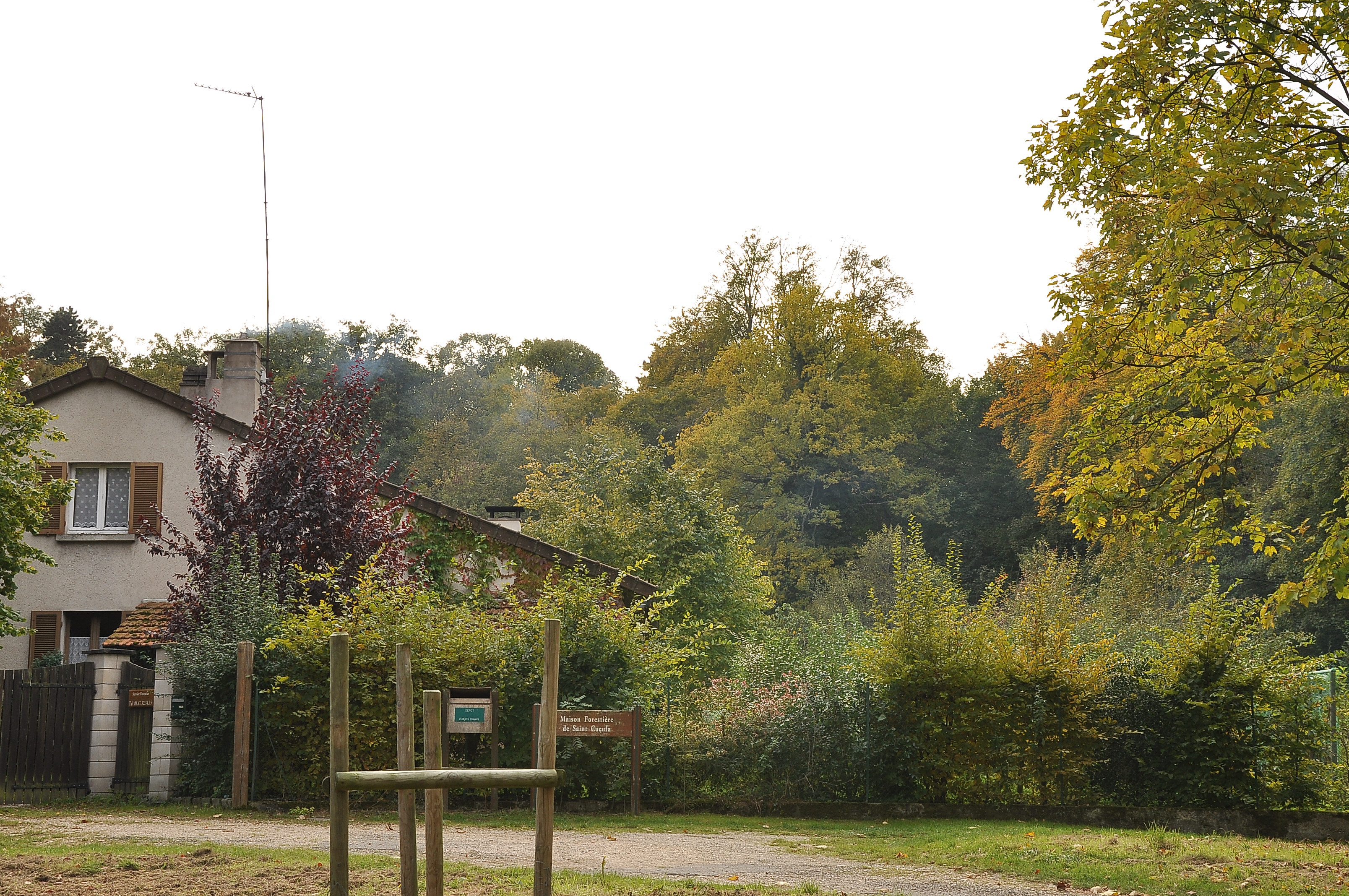
Maison forestière de l'ONF.
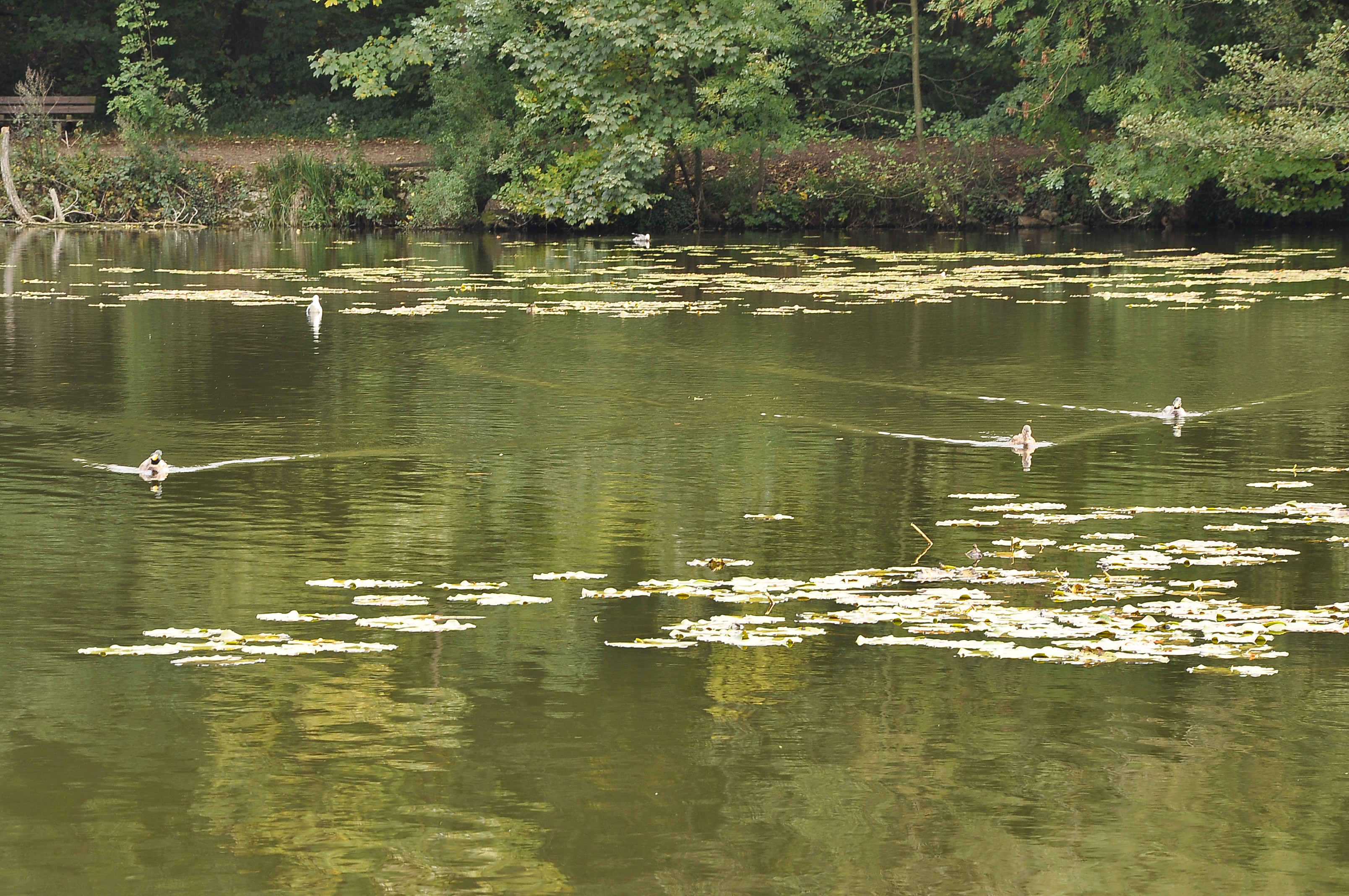
L'étang.
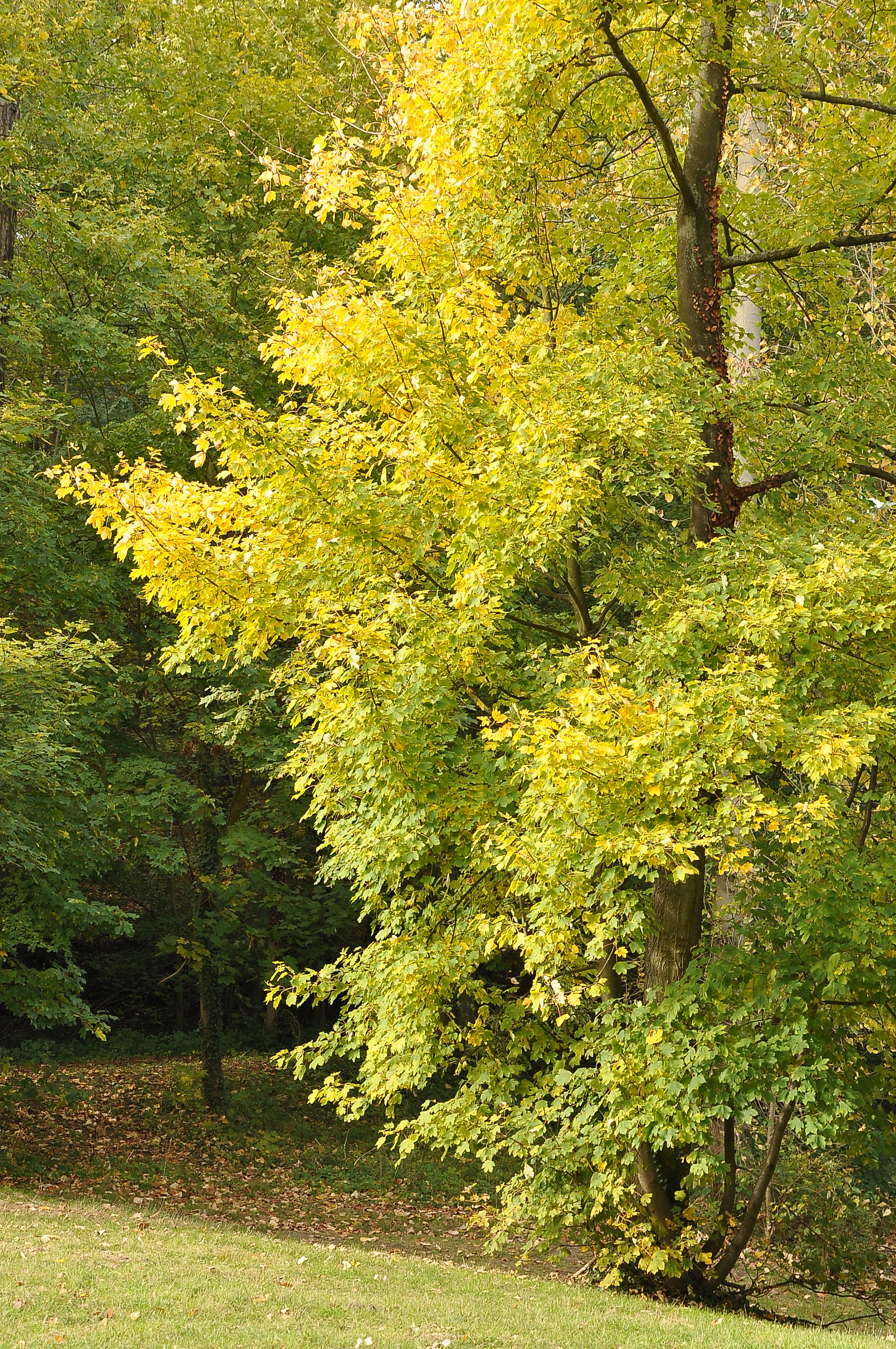
La forêt.
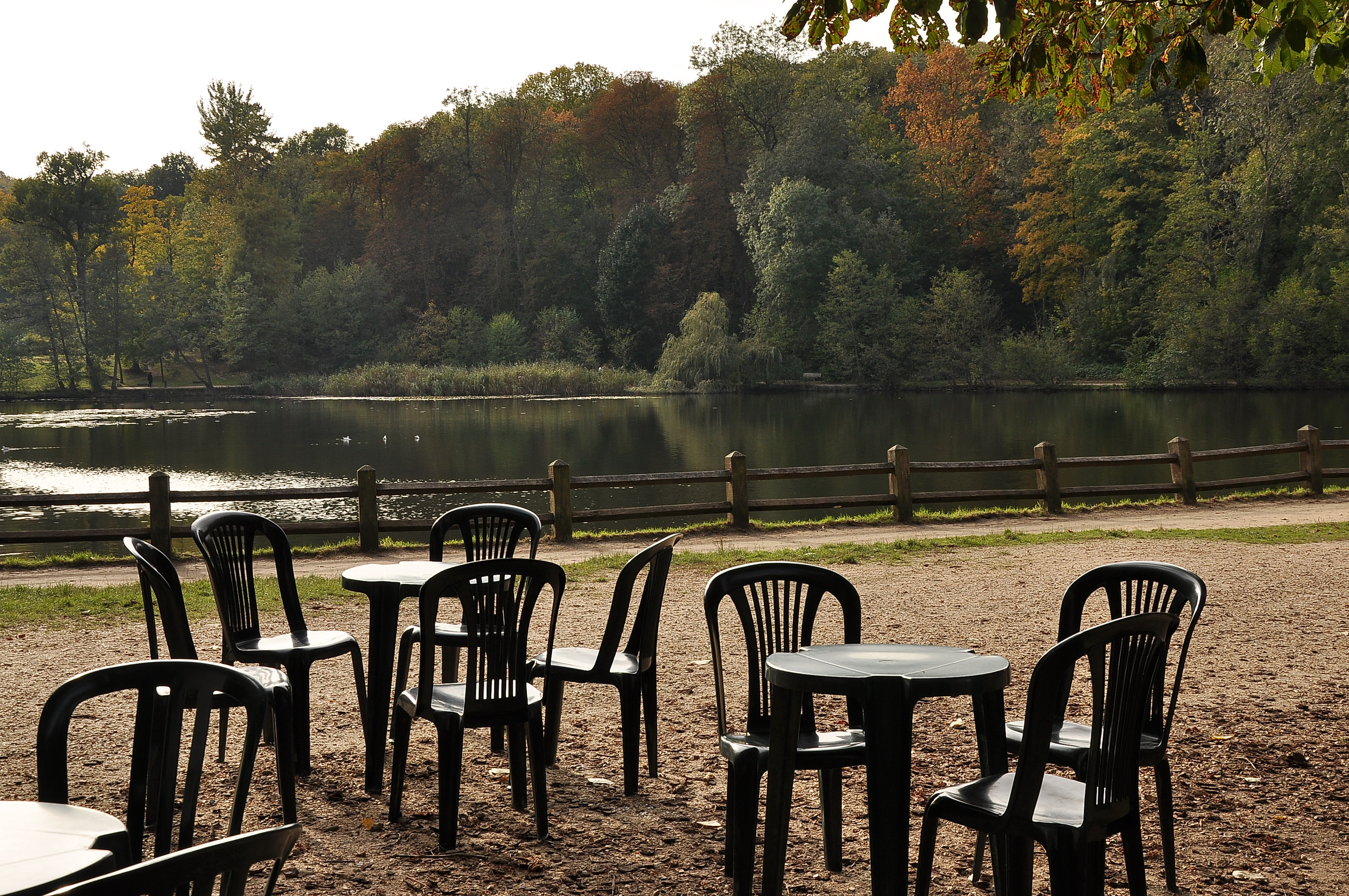
Coin de repos.
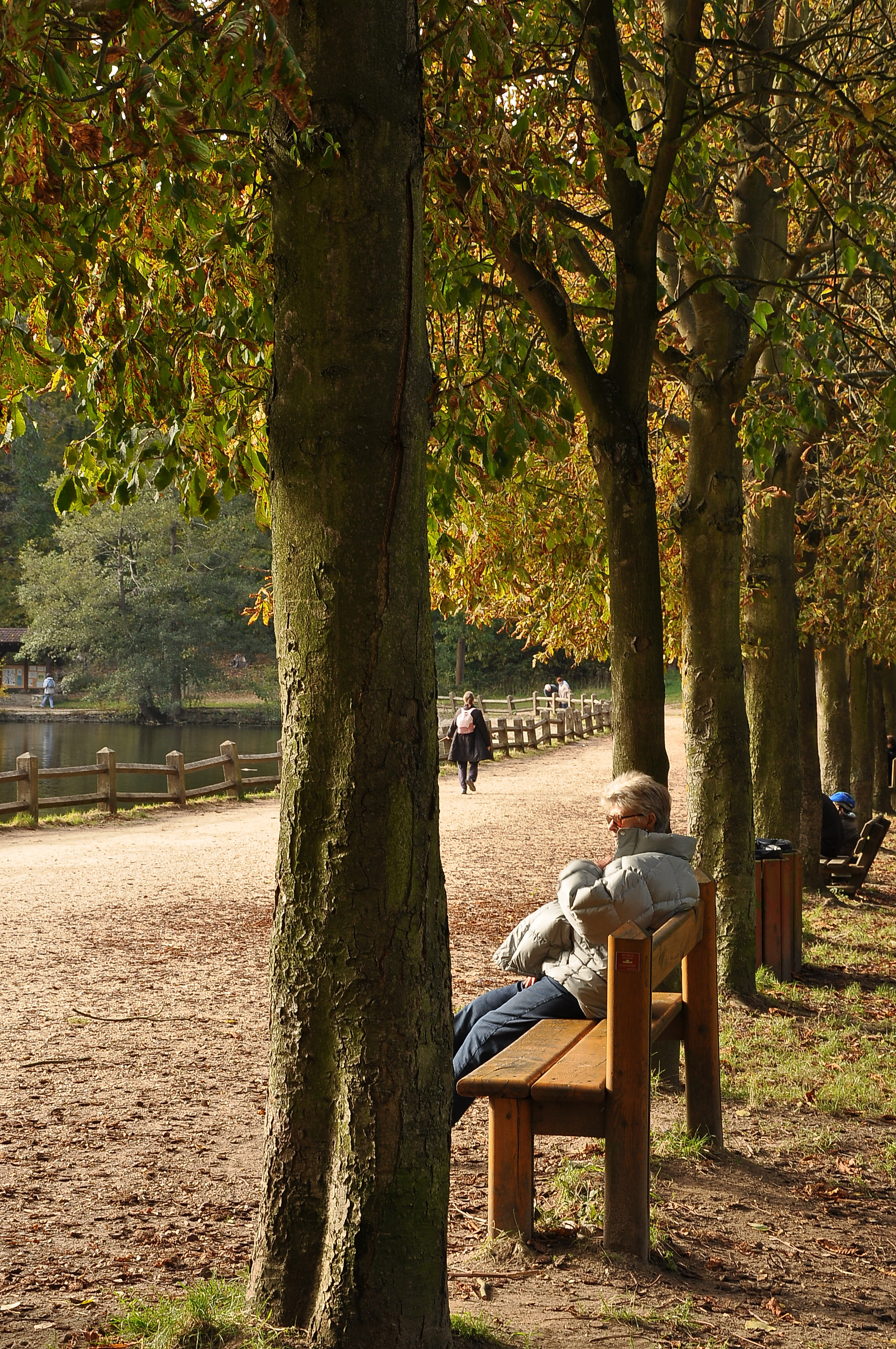
La détente.
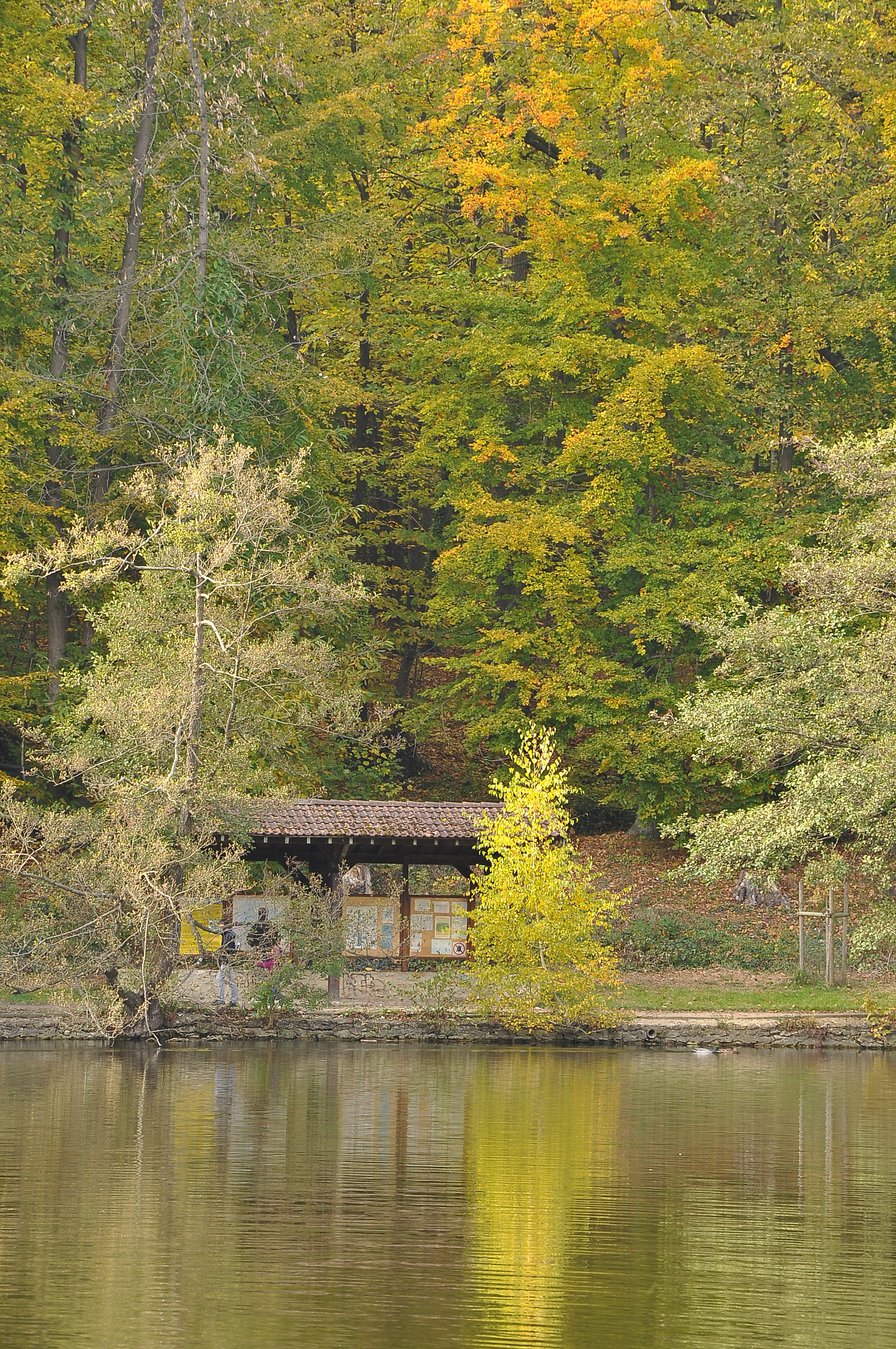
L'abri au bord de l'étang.
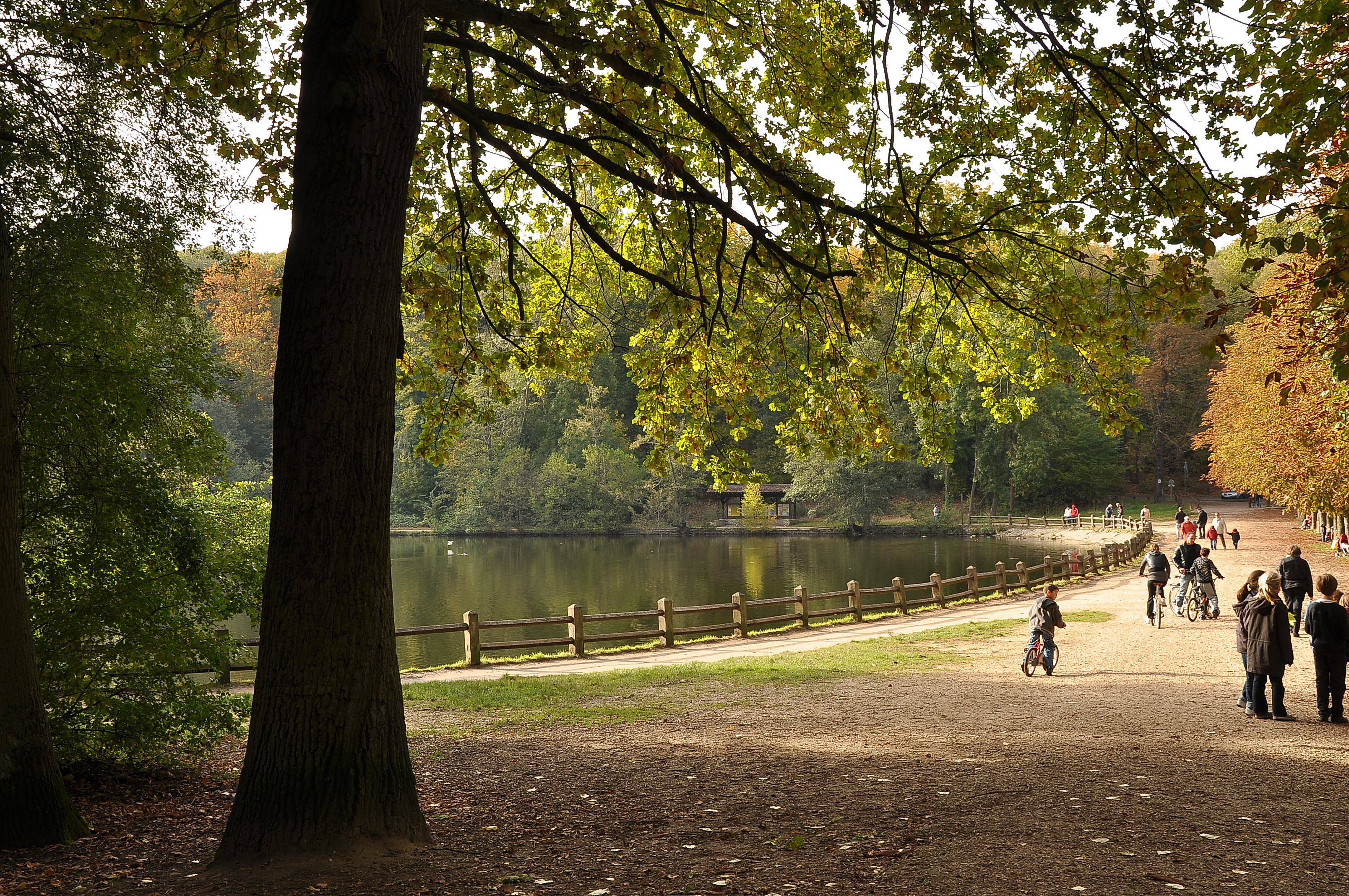
Promenade autour de l'étang.
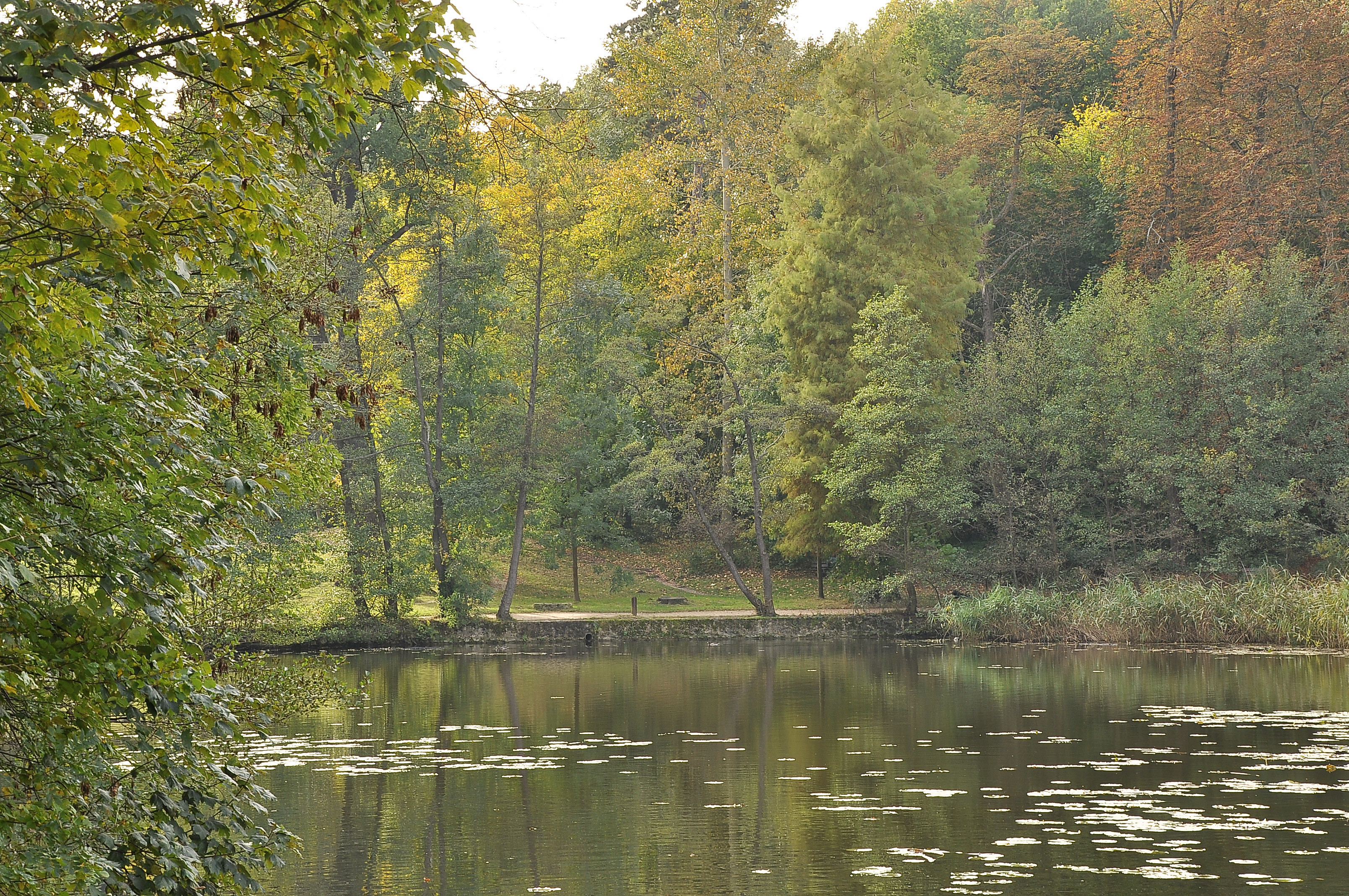
Couleurs de l'automne.